# 陳桓 (普定侯)
陳桓（？—1393年），濠州（今安徽凤阳）人，明朝初年军事将领，普定侯。

## 生平
陳桓跟随朱元璋起兵，并攻破滁州、和州，后在集慶战役时候率先攻城。随后攻破寧國、金華、龍江、彭蠡等地，升职为都督僉事。洪武四年进攻四川，十四年与胡海、郭英进攻云南。后招降东川叛乱，攻破大理。洪武十七年封普定侯。后与葉升征東川，之后攻破九溪等地叛乱，并在当地屯田。此后因为蓝玉案而遭连坐而死。